# Битка при Буста Галорум
Битката при Буста Галорум (на латински: Busta Gallorum, Taginae, лат.: за гробен хълм на галите), позната и като битката при Тагинае (близо до Перуджа в Умбрия), се състои през 552 г. При нея източноримската войска на Нарсес побеждава водените от крал Тотила остготи. Около 7 000 готи са убити, между тях и Тотила.
Това е началото на разпадането на остготското царство в Италия.